# Sierra înaltă
High Sierra este un film noir de crimă regizat de Raoul Walsh după un scenariu de John Huston bazat pe un roman de W.R. Burnett (care a mai scris Little Caesar și Scarface).. În rolurile principale au interpretat actorii Ida Lupino, Humphrey Bogart, Alan Curtis și Arthur Kennedy.
A  avut premiera la 21 ianuarie 1941, fiind distribuit de Warner Bros. Coloana sonoră a fost compusă de Adolph Deutsch. Cheltuielile de producție s-au ridicat la 491.000 dolari americani și a avut încasări de 1.489.000 de dolari americani.
Drama are o serie de caracteristici ale filmului noir, unii autori considerând această peliculă ca fiind unul dintre cele mai importante filme care ocupă o poziție intermediară între dramele cu gangsteri din anii 1930 și direcția ulterioară a filmelor „noir”.

## Rezumat
Renumitul tâlhar Roy „Câine Turbat” Earle este eliberat în mod neașteptat. Se pare că unul dintre șefii mafiei au aranjat să fie scos din închisoare, însă, cu o singură condiție: să organizeze jaful unor bijuterii dintr-un seif aflat într-un hotel dintr-o stațiune. Earle merge într-un loc desemnat, unde se întâlnește cu viitori complici ...
Din nefericire, lucrurile nu merg cum exact cum au fost planificate, iar un om este împușcat mortal. Earle este nevoit sa se refugieze în munți, cu poliția și presa pe urmele sale.

## Distribuție
Au interpretat actorii:
- Ida Lupino - Marie Garson
- Humphrey Bogart - Roy Earle
- Alan Curtis - Babe Kozak
- Arthur Kennedy - Red Hattery
- Joan Leslie - Velma
- Henry Hull - Doc Banton
- Henry Travers - Pa Goodhue
- Jerome Cowan - Healy
- Minna Gombell - Mrs. Baughman
- Barton MacLane - Jake Kranmer
- Elisabeth Risdon - Ma Goodhue
- Cornel Wilde - Louis Mendoza
- Donald MacBride - Big Mac
- Paul Harvey - Mr. Baughman
- Isabel Jewell - Blonde
- Willie Best - Algernon
- Spencer Charters - Ed
- George Meeker - Pfiffer
- Robert Strange - Art
- John Eldredge - Lon Preiser
- Sam Hayes - Announcer
- Zero - Pard
- Eddie Acuff - Bus Driver

## Producție și primire
High Sierra a fost scris de John Huston, prieten și partener de băutură al lui Bogart.  Filmul a fost o ecranizare a unui roman de W. R. Burnett, căruia i s-a mai ecranizat romanul Little Caesar. Paul Muni, George Raft, Cagney și Robinson au refuzat rolul principal, permițându-i lui Bogart să joace un personaj mai complex. În 1941, lansarea filmelor High Sierra și Șoimul maltez (The Maltese Falcon) a reprezentat un punct de cotitură în cariera lui Bogart.
A fost ultimul film important al lui Bogart ca gangster; a urmat un rol secundar în The Big Shot, care a fost lansat în 1942.  Bogart a lucrat cu Ida Lupino, au avut o relație strânsă, ceea ce a provocat gelozia soției sale Mayo Methot.
Filmul a consolidat relația personală și profesională a lui Bogart și Huston. Bogart admira capacitatea lui Huston ca scenarist. Deși Bogart nu a învățat bine, a citit foarte mult toată viața. El a putut cita din Platon, Pope, Ralph Waldo Emerson și William Shakespeare. S-a abonat la revista Harvard Law Review. A admirat scriitorii, iar printre prietenii săi cei mai apropiați s-au numărat scriitorii Louis Bromfield, Nathaniel Benchley și Nunnally Johnson. Bogart, la fel ca Huston, s-a bucurat de conversații tensionate și băuturi tari. Amândoi aveau un caracter rebel și iubeau trucurile copilărești. S-a afirmat că Huston se plictisea ușor în timpul producției, dar l-a admirat pe Bogart nu numai pentru talentul său actoricesc, ci și pentru capacitatea de a se concentra pe platoul de filmare.

### Streaming audio
- High Sierra on Screen Guild Theater: April 17, 1944